# Compsaditha seychellensis
Espèce
Compsaditha seychellensis est une espèce de pseudoscorpions de la famille des Tridenchthoniidae.

## Distribution
Cette espèce est endémique des Seychelles. Elle se rencontre sur Mahé et l'île d'Arros.

## Étymologie
Son nom d'espèce, composé de seychell[es] et du suffixe latin -ensis, « qui vit dans, qui habite », lui a été donné en référence au lieu de sa découverte, les Seychelles.

## Publication originale
- Beier, 1974 : Eine neue Compsaditha von den Seychellen (Arachnida, Pseudoscorpiones). Entomologische Zeitschrift, vol. 84, no 13, p. 144-145.